# KAMINARI-KAZOKU.
KAMINARI-KAZOKU.（カミナリカゾク）は、日本のヒップホップユニット。YOU THE ROCK★主催のイベント「BLACK MONDAY」の出演者を中心に1997年に結成された雷（カミナリ）のメンバー中心に、メンバーを加えて2003年にKAMINARI-KAZOKU.を結成。漢字表記は、雷家族。

## メンバー

### 雷からの参加メンバー
MC
- YOU THE ROCK★

タレントとしても活動。
- G.K.MARYAN

2004年にUZIとのユニット、城南ウォーリアーズとしても活動。
- TwiGy

MICROPHONE PAGERのメンバー。旧表記はTWIGY。
- RINO LATINA II

LAMP EYEのメンバー。旧名はRINO
- ヨシピィ・ダ・ガマ

LAMP EYEのメンバー。旧名はGAMA。
DJ
- DJ YAS

LAMP EYEのメンバー。
- DJ PAT→504

グラフィティ
- YOTTY

### 2003年からの参加メンバー
MC
- Shinnosk8
- D.O

練マザファッカーのメンバー。
DJ
- DJ AMEKEN
- DJ MISSIE

## 略歴

### 雷としての活動
1992年より、YOU THE ROCK★プロデュースのフリースタイル道場イベント「BLACK MONDAY」が毎週月曜日に開催される。同イベントには後のKAMINARI-KAZOKU.のメンバーとなるRINO、GAMA、DJ YAS、G.K.MARYAN、TWIGYに加え、MUMMY-D、ラッパ我リヤ、BOY-KENがほぼレギュラーとして出演。その他、DJ PATRICK、HAB I SCREAM、E.G.G. MAN、SHIKI、MACKA-CHIN、YOTTY、DAMAGEなども出演し、稀にMURO、ZEEBRA、タイプライター、Shing02なども出演。
1994年、テレビ東京のバラエティ番組『浅草橋ヤング洋品店』内の企画「浅ヤンラップのど自慢」への出演依頼があり、出演を辞退する考えもあったが、いっそのこと出演して番組をめちゃめちゃにしようと企て、LAMP EYEを原型としたユニット雷を結成。番組には、YOU THE ROCK★、G.K.MARYAN、TWIGY、RINOの他に、MUMMY-DやSOUL SCREAMらが参加。審査員として出演していた近田春夫や高木完をDISした内容のラップを披露し、優勝。後に高木完は雑誌でこの時のRINOを、「日本人ラッパーで初めてスター性を感じた」と評価した。
1995年にRINO、DJ YAS、GAMAによって結成されたLAMP EYEが「証言」をアナログ盤で発売。同楽曲はYOU THE ROCK★、G.K. MARYAN、ZEEBRA、TWIGY、DEV LARGEがフィーチャリングされており、後に日本語ラップのクラシック曲となる。LAMP EYEは1996年7月7日に開催されたヒップホップイベント「さんピンCAMP」にも出演し、「証言」を披露した。
1996年、アナログ版 『カミナリ c/w 夜ジェット』を発売。参加MCは、YOU THE ROCK、G.K.MARYAN、TWIGY、RINO。以降グループとしての活動は休止状態となり、メンバーはソロ活動を中心に活動。

### KAMINARI-KAZOKU.としての活動
2003年、イベントでKAMINARI-KAZOKU.名義での活動開始を発表。雷のメンバーに加えて、D.O、DJ MISSIE、DJ AMEKENらが参加する。同年、SHIBUYA-AXでイベント「雷おこし」を開催。
同年、アナログ12インチで『雷電 c/w ロディオ・ドライヴ』『Death disco c/w イカヅチ』を限定で発売。2004年1月28日、ミニアルバム『大災害』を発売し、同年4月7日には1stフルアルバム『330 More Answer No Question』を発売。
2005年10月18日にメンバーのYOU THE ROCK★が大麻取締法違反で逮捕される不祥事を起こす。2008年と2010年のB BOY PARKに出演。2010年10月、渋谷CLUB HARLEMで開催されたMUROのリリースパーティー「reminiscence of 1997」にG.K.MARYAN、RINO LATINA II、YOU THE ROCK★、TWIGY、UZI、DJ YASらが出演。同年11月25日、シングル「2U」を500枚限定でGoro Goro Recordsより発売。このシングルは、大麻取締法違反による二度の逮捕・起訴に伴い音楽活動の引退を表明したYOU THE ROCK★へのメッセージソングとして発表された。参加MCはTWIGY、G.K.MARYAN、RINO LATINA II、PAT-504、D.O。
2011年2月、シングル「THUNDER SONIC」をリリース。翌3月、TwiGyがTwitterの公式アカウントで、「（KAMINARI-KAZOKU.としての）無期限活動休止宣言」をツイート。同年5月、『雷警報 c/w 雷』を発表。参加MCはRINO LATINA II、PIT-GOB 53、D.O、YOU THE ROCK★。

#### メンバーの逮捕歴
- 2005年10月18日、大麻取締法違反でYOU THE ROCK★が逮捕[2]。
- 2009年2月4日、麻薬取締法違反の容疑でD.Oが逮捕[3]。
- 2010年2月10日、大麻取締法違反でYOU THE ROCK★が現行犯逮捕（2回目）[4]。
- 2014年9月17日、大麻取締法違反の疑いでG.K.MARYANが逮捕[1]。
- 2018年6月28日、大麻取締法違反の疑いでD.Oが逮捕（2回目）。

## ディスコグラフィ

### アナログ12inch
- 「カミナリ c/w 夜ジェット」（1997年）
- 「雷電 c/w ロディオ・ドライヴ」（2003年）
- 「Death disco c/w イカヅチ」（2003年）
- 「Brotha soul brotha」（2004年）

### シングル
- 「NEXT MOVIE」雷 (RINO LATINA II、YOU THE ROCK★、G.K.MARYAN、TWIGY) （2002年）
- 「G.C.C. 〜get crazy cruising〜」雷家族
- 「哀愁'97」雷家族 (TWIGY、G.K.MARYAN、RINO LATINA II、hi-d、YOU THE ROCK★)
- 「2U」TWIGY／神水、G.K.MARYAN／波動、RINO LATINA II／蕾、PAT-504／雷光、D.O／泥王 （2010年11月25日）
- 「THUNDER SONIC」（2011年2月22日）
- 「雷警報」雷 (RINO LATINA II、PIT-GOB 53、D.O 、YOU THE ROCK★) （2011年5月）

### アルバム
- 『大災害』（2004年1月28日）ミニアルバム
- 『330 more answer no question』（2004年4月7日）

### DVD
- 『330 LIVE DVD at Tokyo Shibuya O-EAST 2004.4.17』（2004年12月28日）

### LAMP EYE名義
- 「証言」（1995年、1996年11月25日）

## 開催イベント
| 開催年        | イベント名                         | 会場             | 備考                                                  |
| ------------- | ---------------------------------- | ---------------- | ----------------------------------------------------- |
| 1994年        | BLACK MONDAY                       | 西麻布 CLUB ZOA  | YOU THE ROCK★主催                                     |
| 1995年        | 暗夜行路                           | 芝浦GOLD         |                                                       |
| 1995年        | 亜熱帯雨林                         | 西麻布YELLOW     |                                                       |
| 1996年8月24日 | 鬼だまり                           | 川崎クラブチッタ |                                                       |
| 2003年3月23日 | Entotsu Sumpler Vol.1 Releaseparty | 渋谷LIQUIDROOM   |                                                       |
| 2003年        | 雷おこし                           | SHIBUYA-AX       |                                                       |
| 2003年        | ELITISM Party                      | 渋谷Vuenos       |                                                       |
| 2003年8月     | 神輿                               |                  | D.O、DJ MISSIE、DJ AMEKENらが新メンバーとして加わる。 |